# Johann Grabner

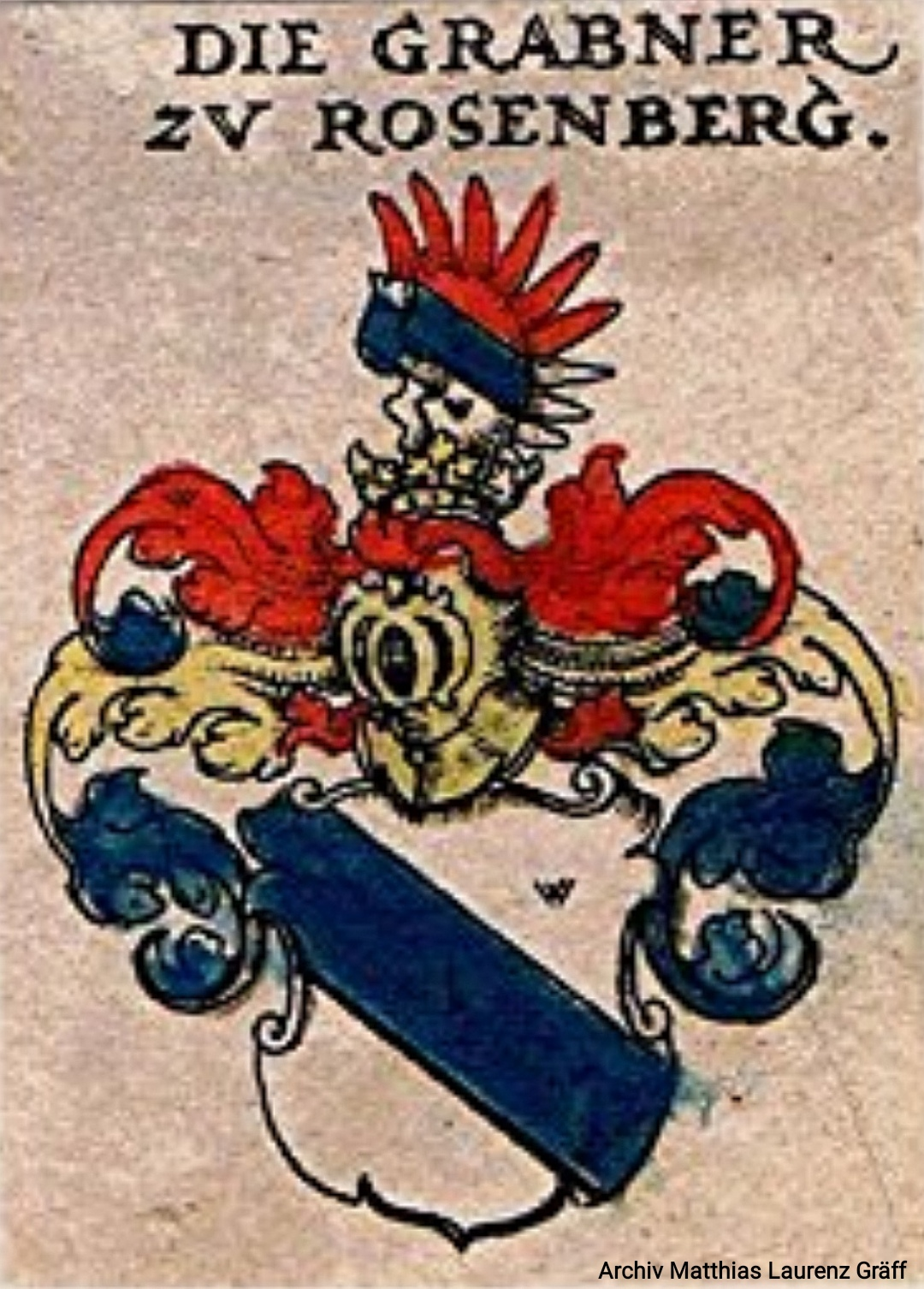
(Stamm)Wappen der Grabner

Johann (Hans) Grabner der Jüngere (* im 15. Jahrhundert; † nach 1500) war ein österreichischer Ritter.
Johann Grabner war ein Sohn von Otto Grabner (genannt 1440) und ein Enkelsohn von Jacob Grabner dem Jüngeren (genannt 1410 als Herr von Rechberg (Burgruine Rehberg)), seine Geschwister waren Georg Grabner auf Joslowitz (von dem die Grabner zu Rosenburg abstammten), Margareta Grabner (genannt 1492/99) sowie Andreas Grabner († 1449). Er entstammte der Zweiten Niederösterreichischen Linie der Grabner aus der Familie der Herren von Graben.
1449 überließ Johann Grabner seinem Bruder Georg Grabner auf Joslowitz die Veste Rechberg. 1468 ehelichte er Barbara Krößling zum Dorf; über Nachkommen ist nichts bekannt. 1481 verpfändete Grabner den beiden Stiefsöhnen seines Bruders Georg Grabner auf Joslowitz, Georg und Hanns von Rosenhart, die Dörfer Prunreichs (Preinreichs ?) Eisenberg(eramt, Gemeinde Jaidhof) und Grubern (Grübern ?) mitsamt den Wein- und Getreidezehenten zu Mittelberg. 1500 übergaben Grabner und sein Verwandter Hieronimus Truchsess von Staatz mit Genehmigung des Landemarschallgerichtes dem Johann von Lamberg als Stiefvater der Rosenhartischen Kinder die Vesten Weherburg und Buchberg (Puechberg) am Kamp.

## Information
Die Daten zu diesem Artikel wurden aus der Von Graben Forschung von Matthias Laurenz Gräff übernommen.